# Диспропорционација
Диспропорционација, понекад названа дисмутација, оксидоредуктивна је реакција у којој се једињење интермедијарног оксидационог стања претвара у различита једињења, једно већег и једно мањег оксидационог стања. Иако није широко прихваћена, диспропорционација се понекад користи за описивање било каквих десиметралних реакција следећег типа: 2 A → A' + A", без обзира на било какве процесе оксидоредукције.